# El Retorno (kommun)
El Retorno är en kommun i Colombia.   Den ligger i departementet Guaviare, i den centrala delen av landet, 400 km sydost om huvudstaden Bogotá. Antalet invånare är 19 063.